# UDF 423
UDF 423とは、地球から見てろ座の方向に57億600万光年離れた位置にある渦巻銀河である。
UDF 423は、HUDF（ハッブル・ウルトラ・ディープ・フィールド）の中で発見された渦巻き銀河である。見かけの直径は0.11 × 0.084秒もあり、HUDFの中で見かけの直径が最大級の天体である。UDF 423のUDFはウルトラ・ディープ・フィールドの略である。
UDF 423はHUDFの画像の中では特に目立つが、実際には57億光年以上も離れた位置にある遠い銀河であり、視等級は20.2程度しかない暗い天体である。

## 関連項目

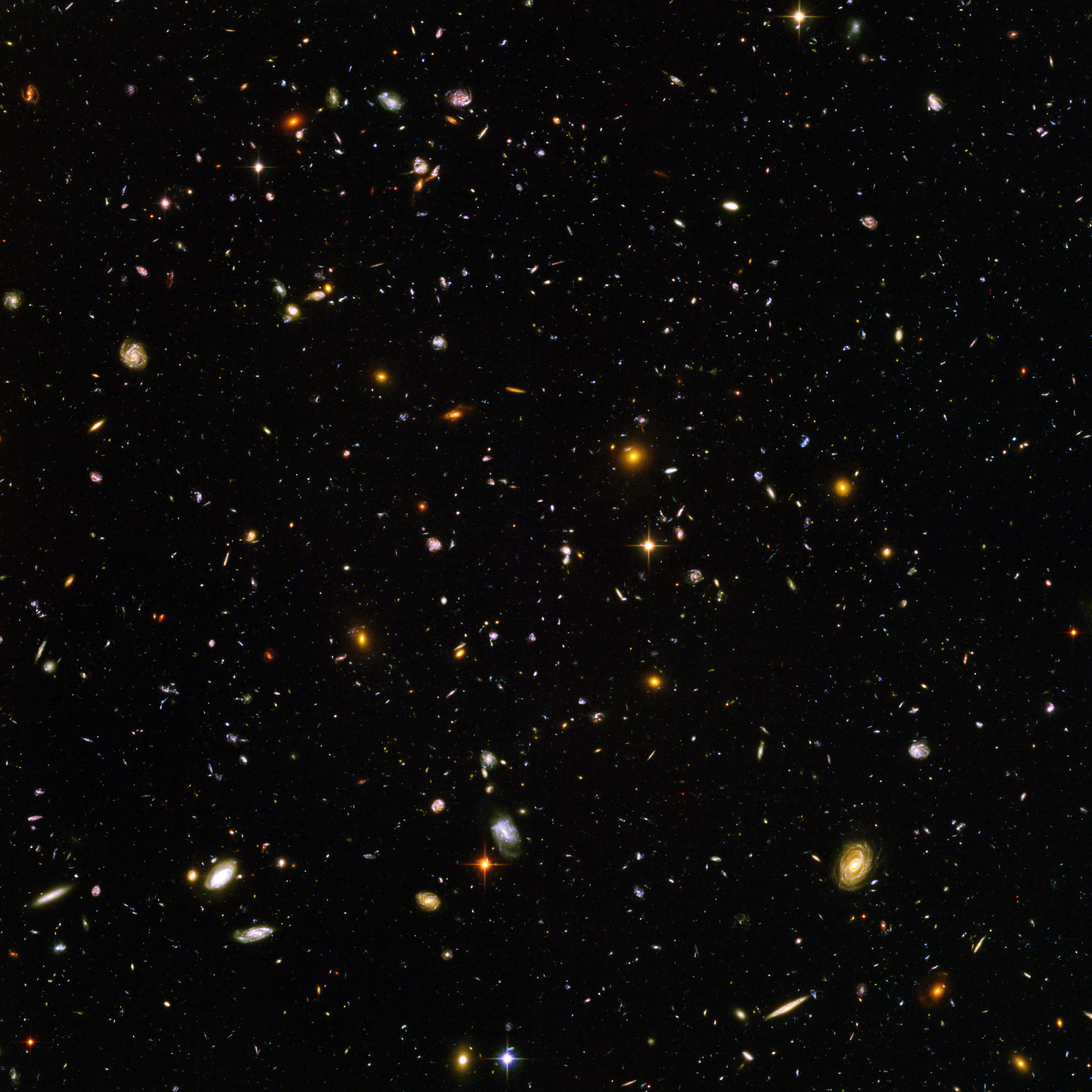
ハッブル・ウルトラ・ディープ・フィールドの画像右下にある目立つ黄色い渦巻銀河がUDF 423である。